# 美國職業室內足球聯盟 (1978年–1992年)
美國職業室內足球聯盟（英語：Major Indoor Soccer League，MISL），在其最後兩個賽季更名為美國職業足球聯賽（英語：Major Soccer League），是美國的一個室內足球聯賽，賽事從1978年秋季持續至1992年春季。

## 歷史沿革
MISL由商人埃德·泰珀（Ed Tepper）與厄爾·福爾曼（Earl Foreman）於1977年10月共同創立。
聯賽首屆1978–79年賽季共有六支參賽隊伍。在歷經14個賽季後，聯盟於1991–92年賽季結束後解散，期間累計有24個特許經營權（以31個不同隊名運作，其中七隊曾遷移城市或更名）參與過聯賽。
聯賽存續期間，球隊基地遍佈27座不同城市。其中俄亥俄州克里夫蘭、新澤西州東盧瑟福、密蘇里州聖路易斯與紐約州尤寧代爾四地曾先後擁有過兩支不同時期的球隊。
休士頓高峰（1978–80）/巴爾的摩爆炸（1980–92）是唯一完整參與全部14個賽季的特許經營權。營運時間次長且單一城市駐紮最久的威奇托之翼共參與13個賽季，僅缺席首屆賽事。營運時間第三長的底特律閃電（1979–80）/舊金山迷霧（1980–81）/堪薩斯城彗星（1981–91）則參與12個賽季，僅缺席首季與末季。
聖地牙哥短襪隊是聯盟最成功的球隊，在參與的九個賽季中奪得八次總冠軍。紐約之箭則包辦聯賽前四屆冠軍，後於第六季結束後解散。
聯盟史上最具影響力的球員當屬史提夫·尊古（Steve Zungul），這位南斯拉夫裔美國人前鋒六度榮膺聯盟最有價值球員、六次加冕得分王、四次助攻王，並隨隊八度奪冠（一次亞軍）。尊古以652顆進球（領先次席近200球）、471次助攻（領先次席近100次）與1,123總積分（領先次席近300分）穩居聯盟歷史數據榜首。
儘管長期面臨財務壓力，MISL仍取得一定商業成功。聯賽14個常規賽季場均觀眾人數達7,644人，季後賽期間更提升至9,049人。
1990年聯賽更名為「美國職業足球聯賽」（MSL），最終於1992年解散。聯盟七支球隊中，克里夫蘭衝擊波隊與威奇托之翼隊加入國家職業足球聯賽；達拉斯神槍手隊與聖地牙哥短襪隊則協助創立洲際室內足球聯盟（Continental Indoor Soccer League）。

### 啟發室內美式足球
MISL的營運模式在1981年啟發另一項室內運動——競技場美式足球聯盟（Arena Football League）的創立，進而催生整個室內美式足球運動體系。當年在麥迪遜廣場花園舉行的MISL全明星賽期間，國家美式足球聯盟推廣主管吉姆·福斯特（Jim Foster）於9x12英寸信封背面勾勒出室內足球場設計草圖，此構想六年後正式發展為室內美式足球運動。福斯特公開承認MISL對此的啟發作用。

## 參賽球隊
| 球隊名稱                                                                 | 所在地區                                           | 主場館                                                   | 參賽賽季              |
| ------------------------------------------------------------------------ | -------------------------------------------------- | -------------------------------------------------------- | --------------------- |
| 巴爾的摩爆炸 原名休士頓高峰（1978–80）                                   | 馬里蘭州巴爾的摩 德克薩斯州休士頓                  | 巴爾的摩競技場 休士頓高峰球場                            | 1978–1992             |
| 水牛城種馬                                                               | 紐約州水牛城                                       | 水牛城紀念禮堂                                           | 1979–1984             |
| 芝加哥地平線                                                             | 伊利諾州羅斯蒙特                                   | 羅斯蒙特地平線球場                                       | 1980–1981             |
| 芝加哥蜂螫                                                               | 芝加哥                                             | 芝加哥體育館 羅斯蒙特地平線球場                          | 1982–1983*, 1984–1988 |
| 辛辛那提小子                                                             | 辛辛那提                                           | 河濱體育館                                               | 1978–1979             |
| 克里夫蘭衝擊波                                                           | 俄亥俄州克里夫蘭                                   | 里奇菲爾德體育館                                         | 1989–1992             |
| 克里夫蘭力量                                                             | 俄亥俄州克里夫蘭                                   | 里奇菲爾德體育館                                         | 1978–1988             |
| 達拉斯神槍手                                                             | 德克薩斯州達拉斯                                   | 團聚球場                                                 | 1984–1992             |
| 丹佛雪崩                                                                 | 科羅拉多州丹佛                                     | 麥克尼科斯體育館                                         | 1980–1982             |
| 金灣地震                                                                 | 加利福尼亞州奧克蘭                                 | 奧克蘭-阿拉米達郡體育館                                  | 1982–1983*            |
| 堪薩斯城彗星 原名舊金山迷霧（1980–81） 原名底特律閃電（1979–80）         | 密蘇里州堪薩斯城 加利福尼亞州戴利城 密西根州底特律 | 凱佩爾體育館 牛宮體育館 科博體育館                       | 1979–1991             |
| 拉斯維加斯美國人 原名曼菲斯美國人（1981–84） 原名哈特福德騎兵（1979–81） | 內華達州天堂市 田納西州曼菲斯 康乃狄克州哈特福     | 托馬斯馬克中心 中南部體育館 紐哈芬體育館, 哈特福公民中心 | 1979–1985             |
| 洛杉磯雷射                                                               | 加利福尼亞州英格爾伍德                             | 論壇體育館                                               | 1982–1989             |
| 明尼蘇達前鋒                                                             | 明尼蘇達州布盧明頓                                 | 大都會中心                                               | 1984–1988             |
| 紐澤西火箭                                                               | 新澤西州東盧瑟福                                   | 布倫丹伯恩球場                                           | 1981–1982             |
| 紐約之箭                                                                 | 紐約州尤寧代爾                                     | 拿騷退伍軍人紀念體育館                                   | 1978–1984             |
| 紐約快車                                                                 | 紐約州尤寧代爾                                     | 拿騷退伍軍人紀念體育館                                   | 1986–1987             |
| 紐約宇宙                                                                 | 新澤西州東盧瑟福                                   | 布倫丹伯恩球場                                           | 1984–1985             |
| 費城狂熱                                                                 | 賓夕法尼亞州費城                                   | 光譜球場                                                 | 1978–1982             |
| 鳳凰城烈焰/榮耀                                                          | 亞利桑那州鳳凰城                                   | 亞利桑那退伍軍人紀念體育館                               | 1980–1984             |
| 匹茲堡精神                                                               | 賓夕法尼亞州匹茲堡                                 | 匹茲堡市政體育館                                         | 1978–1980, 1981–1986  |
| 聖地牙哥短襪                                                             | 加利福尼亞州聖地牙哥                               | 聖地牙哥體育館                                           | 1982–1983*, 1984–1992 |
| 聖路易斯蒸汽                                                             | 密蘇里州聖路易斯                                   | 聖路易斯體育館                                           | 1979–1988             |
| 聖路易斯風暴                                                             | 密蘇里州聖路易斯                                   | 聖路易斯體育館                                           | 1989–1992             |
| 塔科馬之星                                                               | 華盛頓州塔科馬                                     | 塔科馬巨蛋                                               | 1983–1992             |
| 威奇托之翼                                                               | 堪薩斯州威奇托                                     | 堪薩斯體育館                                             | 1979–1992             |

*1982–83年賽季期間，三支北美足球聯賽（NASL）隊伍曾臨時加入MISL，因該賽季NASL未舉辦室內賽事。1985年NASL解體後，其四支前成員隊（芝加哥、明尼蘇達、紐約與聖地牙哥）於1984年底加入MISL。
「丹佛雪崩隊」於1981–82賽季結束後宣告破產並停止營運，儘管特許經營權仍存在且被收購後遷至塔科馬，但MISL將塔科馬之星視為新設立球隊，因此原隊史紀錄未予繼承。
1987年6月，MISL向NBA丹佛金塊隊老闆西德尼·施倫克（Sidney Shlenker）授予有條件特許經營權，預定於1988–89賽季參賽。由於暫定隊名「丹佛亡命之徒隊」僅收到400張季票訂金（四個月內需達5,000張），該特許權於1987年11月被撤銷。

## 外部連結
- MISL：回顧
- MISL年度獎項
- 美國室內足球聯盟歷史 – 美國足球歷史檔案